# Yánnis Sioútis
Yánnis Sioútis (grec moderne : Γιάννης Σιούτης), né le 27 juillet 1973, en Grèce, est un ancien joueur grec de basket-ball. Il évolue durant sa carrière au poste de meneur. 

## Palmarès
- Vainqueur de la Coupe Korać 1997
- Vainqueur de la coupe de Grèce 1998
- Vainqueur de l'Euroligue 2002